# روبرت ماكفيرسن
روبرت ماكفيرسن هو سياسي كندي، ولد في 1853 في المملكة المتحدة.